# تیاگو سالز
تیاگو سالز (به پرتغالی: Thiago Guimarães Sales) مدافع اهل برزیل است که در شهر ریودو ژانیرو و در تاریخ ۷ مهٔ ۱۹۸۷ به دنیا آمده‌است.
تیاگو سالز در تیم‌های فوتبال فلامینگو سابقهٔ حضور دارد.